# Les Sables-d'Olonne
Les Sables-d'Olonne és un municipi francès del departament de la Vendée, a la regió del País del Loira.

## Personatges il·lustres
- Bénédicte des Mazery